# Stade Municipal de Païta
Stade Municipal de Païta – wielofunkcyjny stadion w Païta w Nowej Kaledonii. Jest obecnie używany głównie dla meczów piłki nożnej. Swoje mecze rozgrywa na nim drużyna piłkarska AS Païta. Stadion może pomieścić 1000 widzów.